# American Bar Association
Die American Bar Association (ABA) ist eine Vereinigung von Rechtsanwälten, Richtern und Studenten der Rechtswissenschaften in den Vereinigten Staaten. Sie wurde am 21. August 1878 in Saratoga Springs im Bundesstaat New York von rund 100 Anwälten gegründet und hat gegenwärtig etwa 410.000 Mitglieder, was rund der Hälfte aller in den USA zugelassenen Anwälte entspricht. Damit ist die ABA der größte auf freiwilliger Mitgliedschaft basierende Berufsverband der Welt. Der Hauptsitz der Organisation befindet sich in Chicago, darüber hinaus ist sie mit einer Niederlassung in Washington, D.C. vertreten.

## Ziele und Aktivitäten

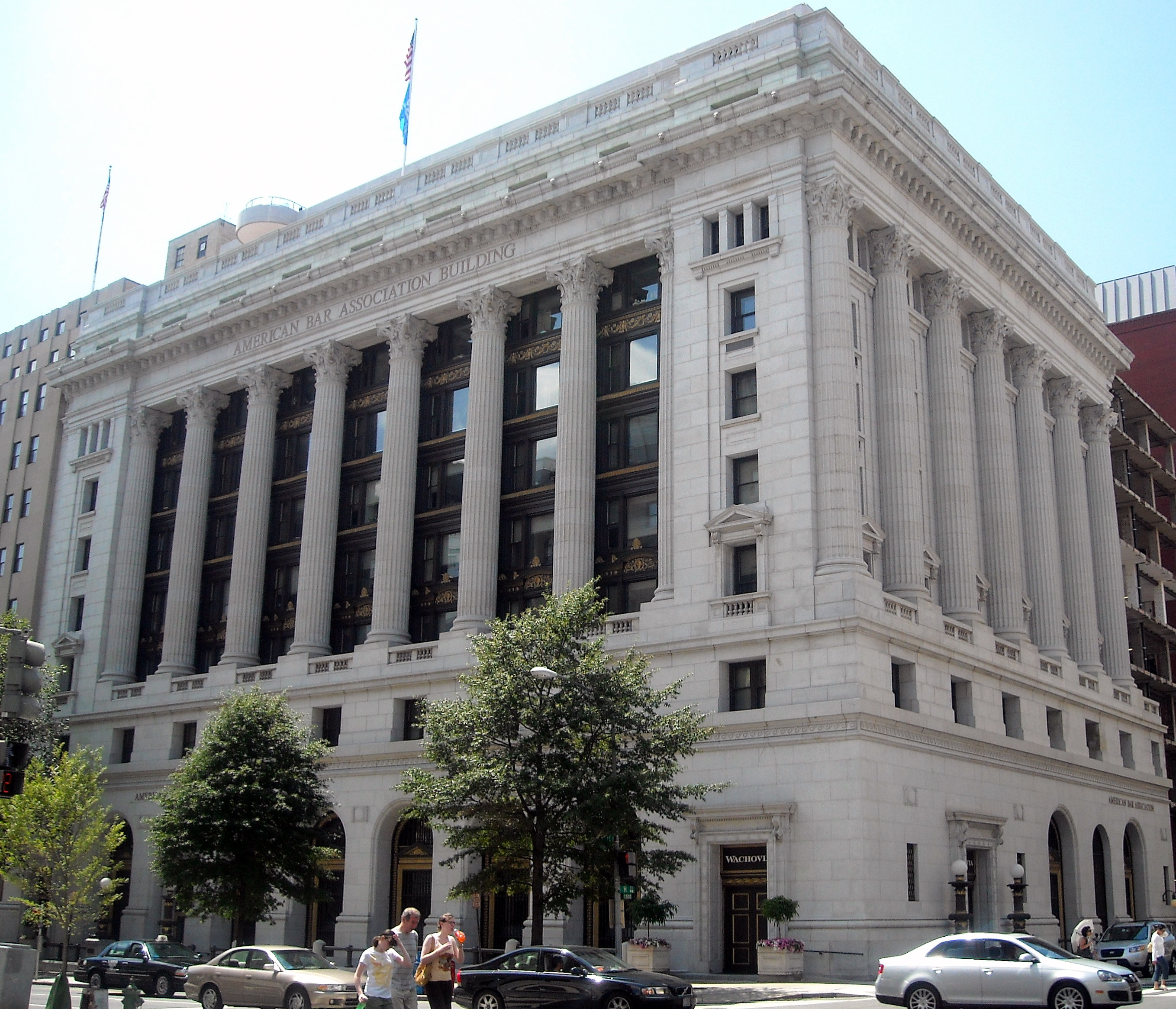
Die Niederlassung der American Bar Association in Washington D.C.

Die Ziele der ABA, die sich als Interessenvertretung des Berufsstandes der Anwälte in den USA sieht, sind die Förderung und Verbreitung von Gerechtigkeit, beruflicher Exzellenz und Respekt vor dem Recht. Die entsprechenden Aktivitäten umfassen unter anderem die Akkreditierung der juristischen Ausbildung an amerikanischen Universitäten, die Ausarbeitung von Regeln für professionelles Verhalten von Anwälten, die Organisation der berufsbezogenen Weiterbildung von Anwälten, die Aufklärung der Öffentlichkeit über das Rechtssystem sowie verschiedene Initiativen zu dessen Verbesserung.
Der Abschluss eines Studiums an einer ABA-akkreditierten Hochschule ist in den USA in den meisten Gerichtsbarkeiten eine formale Voraussetzung für die Teilnahme an der Anwaltsprüfung und für die Zulassung als Anwalt in einem anderen Bundesstaat. Die von der ABA ausgearbeiteten Regeln für professionelles anwaltliches Verhalten gelten in 48 amerikanischen Bundesstaaten. Lediglich Kalifornien und Maine haben eigene Regeln beschlossen, die sich allerdings teilweise ebenfalls an den Vorlagen der ABA orientieren. Darüber hinaus beteiligt sich die Organisation an der Besetzung von Richterstellen, indem sie eine Bewertung der Kandidaten veröffentlicht, und unterhält in Chicago seit 1996 ein Museum zur Geschichte des Rechtssystems und dessen Rolle in der Gesellschaft.

## Struktur und Organisation
Die American Bar Association gliedert sich in fachspezifische Sektionen, denen sich die Mitglieder anschließen können und die eigene Tagungen abhalten sowie eigene Fachzeitschriften und Bücher herausgeben. Sie führt außerdem Jahrestagungen durch, an denen jeweils rund 10.000 Besucher teilnehmen, und gibt die monatlich erscheinende Mitgliederzeitschrift ABA Journal heraus. Die Organisation beschäftigt rund 750 hauptamtliche Mitarbeiter.
Oberste Organe sind das seit 1936 bestehende House of Delegates, dessen rund 540 Mitglieder sich zweimal jährlich zu Tagungen treffen und durch die Herausgabe neuer Leitlinien und Empfehlungen die offizielle Position der Organisation bestimmen, sowie das Board of Governors, dessen 37 Mitglieder im Regelfall fünfmal pro Jahr zusammenkommen und die Organisation zwischen den Tagungen des House of Delegates nach außen vertreten. Die höchsten Repräsentanten der ABA, von Amts wegen auch Mitglieder des Board of Governors, sind der für die Dauer von einem Jahr amtierende Präsident, dessen gewählter Nachfolger, der Vorsitzende des House of Delegates, der Sekretär und der Schatzmeister.